# Meioneta lauta
Meioneta lauta là một loài nhện trong họ Linyphiidae.
Loài này thuộc chi Meioneta. Meioneta lauta được Alfred Frank Millidge miêu tả năm 1991.